# Affaire Siné

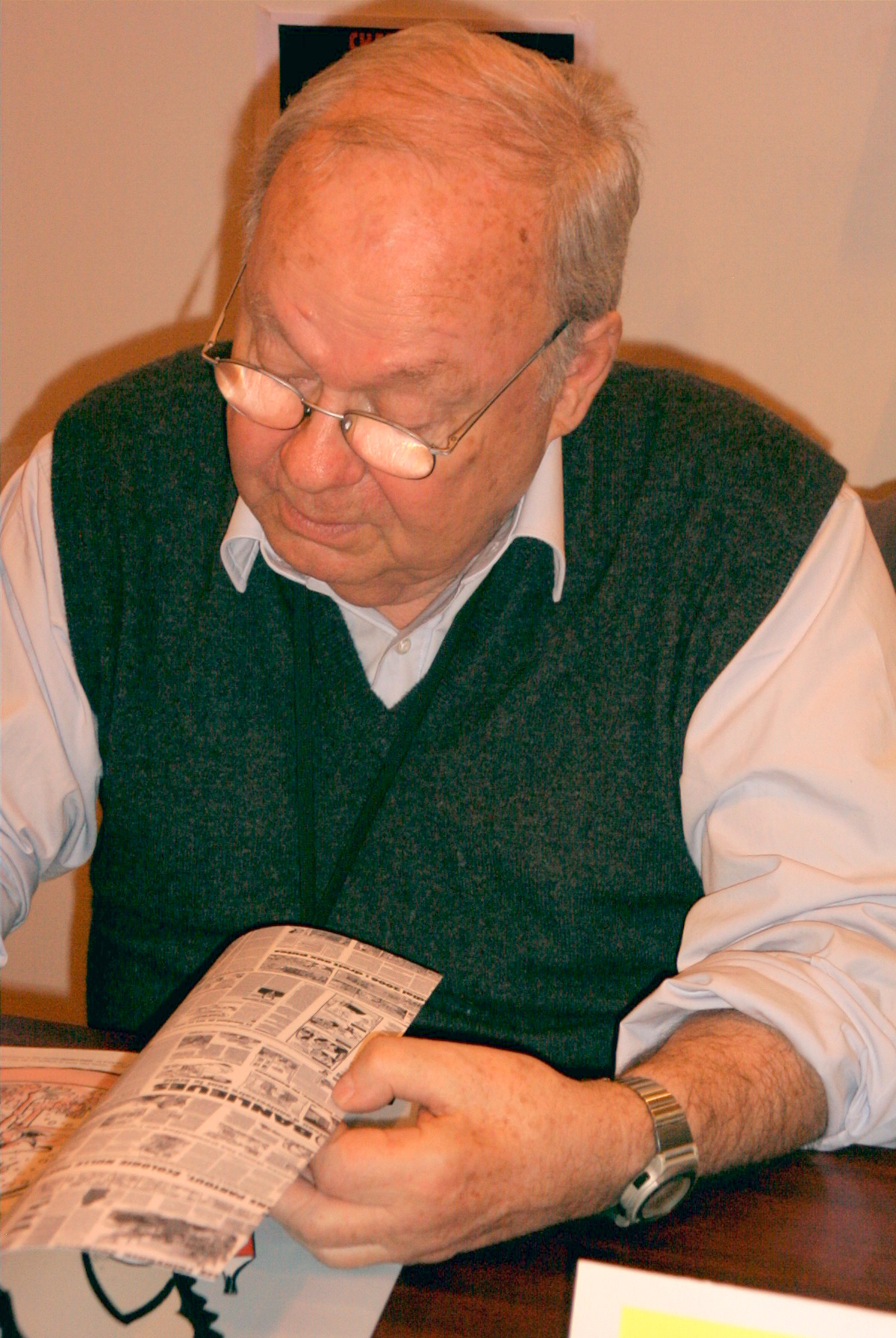
Siné au Salon du livre de Paris, mars 2007

L'affaire Siné est une polémique fondée sur une accusation d'antisémitisme à l'encontre du dessinateur et caricaturiste politique français Siné, de son vrai nom Maurice Sinet.
L'affaire débute le 2 juillet 2008 avec une chronique de Siné parue dans l'hebdomadaire Charlie Hebdo. Le dessinateur y critique l'arrivisme de Jean Sarkozy, fils du président nouvellement élu, Nicolas Sarkozy. Il s'y moque particulièrement de la possible conversion au judaïsme de Jean Sarkozy. 
Le 8 juillet 2008, lors d'une émission sur RTL, le journaliste Claude Askolovitch qualifie au micro cette  chronique d'« antisémite dans un journal qui ne l'est pas », engageant ainsi la polémique. Le directeur de la publication du journal, Philippe Val, annonce alors au dessinateur son licenciement  le 15 juillet 2008.
De nombreux intellectuels français prennent parti dans la controverse, qui mêle plusieurs thèmes dont ceux de l'antisémitisme — et de l'accusation d'antisémitisme — mais aussi les rapports présumés de l'antisémitisme avec l'antisionisme et la critique de l'État d'Israël, et enfin la liberté d'expression, thème particulier pour l'hebdomadaire satirique qu'est Charlie Hebdo, lequel a publié peu de temps auparavant les caricatures de Mahomet du journal danois Jyllands-Posten. Quelques semaines plus tard, Siné fonde Siné Hebdo.
Pour beaucoup de ses soutiens, la situation interne de l'hebdomadaire satirique explique une bonne part de la controverse, qui donne lieu notamment à une pétition de soutien en faveur de Siné ainsi qu'à une tribune à charge rassemblant une vingtaine de signatures dans le journal Le Monde.
L'affaire donne lieu à plusieurs procès :
- Siné est poursuivi devant la 6e chambre correctionnelle du tribunal de grande instance de Lyon par la Ligue internationale contre le racisme et l'antisémitisme (LICRA) pour incitation à la haine raciale. Ce n'est pas le premier procès de Siné. En 1985, il avait déjà été accusé, notamment par la LICRA, d'avoir tenu des propos antisémites. Le Procureur général de chaque procès requiert la relaxe[2],[3]. Siné est finalement relaxé de l'accusation d'antisémitisme le 24 février 2009, les juges considérant qu'il avait usé de son droit à la satire[4].
- Siné poursuit Claude Askolovitch en diffamation devant la chambre de la presse du tribunal correctionnel de Paris, plainte dont il est débouté le 3 mars 2009[5].
- Le 30 novembre 2010, le tribunal de grande instance de Paris a condamné la société les Éditions Rotatives, société éditrice du journal Charlie Hebdo, à payer à Siné 40 000 euros de dommages et intérêts pour rupture abusive de leur collaboration.
- En décembre 2012, la cour d’appel de Paris confirme la condamnation de Charlie Hebdo et augmente le montant des dommages et intérêts à 90 000 euros[6].

## L'affaire

### La déclaration de Siné
Dans une chronique publiée le 2 juillet 2008 dans l'hebdomadaire Charlie Hebdo, Siné écrit à propos de Jean Sarkozy : 

« Jean Sarkozy, digne fils de son paternel et déjà conseiller général de l'UMP, est sorti presque sous les applaudissements de son procès en correctionnelle pour délit de fuite en scooter. Le Parquet a même demandé sa relaxe ! Il faut dire que le plaignant est arabe ! Ce n'est pas tout : il vient de déclarer vouloir se convertir au judaïsme avant d'épouser sa fiancée, juive, et héritière des fondateurs de Darty. Il fera du chemin dans la vie, ce petit ! »

Ce texte, basé sur une information donnée par Patrick Gaubert, président de la Licra, au journal Libération, ne suscite aucune réaction particulière jusqu'à ce que six jours plus tard, Claude Askolovitch, alerté par l'entourage de Jean Sarkozy, dénonce sur RTL « un article antisémite dans un journal qui ne l’est pas », après quoi Philippe Val condamne le texte de Siné dans son journal.
Siné, après avoir rédigé une lettre d'explications et d'excuses à paraître, se rend compte que Philippe Val voulait publier conjointement un texte qu'il voulait faire signer par toute la rédaction — une partie refusera, dont Michel Polac, et le texte ne sera pas publié —, ce qu'il considère comme « une pétition contre lui ». Il trouve cela « dégueulasse » et refuse donc de publier ses excuses. Dans sa lettre d'excuses non publiée, il explique que c'est la conversion à une religion, quelle qu'elle soit, qu'il condamne, ainsi que « la fascination de la famille Sarkozy pour le fric ». Il déclare aussi comprendre que son billet puisse être mal interprété, reconnaissant qu'il pouvait y avoir ambiguïté et s'excuse en conséquence auprès des lecteurs qui l'auraient compris ainsi.

### Éviction deCharlie Hebdo
Philippe Val lui annonce alors son licenciement, le 15 juillet 2008.
Philippe Val explique la vigueur de sa réponse et le renvoi de Siné comme une nécessité afin d'éviter un procès qu'aurait pu intenter la famille Darty contre Charlie Hebdo, un collaborateur de Jean Sarkozy lui ayant téléphoné pour lui signifier cette intention de procès. L'entourage de Jean Sarkozy assure de son côté n'avoir jamais contacté Charlie Hebdo et n'avoir jamais menacé le journal de procès. Un journaliste de Marianne explique que cette affaire est en partie due au mauvais climat qui règne à Charlie Hebdo, évoquant des conflits éditoriaux entre Philippe Val, Cavanna, Michel Polac et Siné sur le soutien qu'a affiché Philippe Val pour l'avocat du groupe Clearstream, Richard Malka, qui est aussi l'avocat du journal. Siné annonce le 17 juillet son intention de porter plainte pour diffamation à l'encontre de ceux qui l'ont accusé d'antisémitisme.
Siné affirme avoir eu vent de la rumeur concernant la conversion de Jean Sarkozy par les propos de Patrick Gaubert, président de la LICRA. On peut lire à son propos dans Libération du 23 juin : « Il remarque qu’aujourd’hui, le fils de Nicolas Sarkozy, Jean, vient de se fiancer avec une juive, héritière des fondateurs de Darty, et envisagerait de se convertir au judaïsme pour l’épouser. « Dans cette famille, on se souvient finalement d’où l’on vient », s’amuse-t-il. » De son côté, l'hebdomadaire Marianne considère que la rumeur de conversion de Jean Sarkozy au judaïsme est infondée.
Dans une chronique publiée non pas par Charlie Hebdo mais par le Nouvel Observateur, il se présente le poing levé, un « Siné et Mirabeau » annonce qu'il ne partira « que par la force des baïonnettes ».
Pour avoir annoncé le licenciement de Siné bien avant qu'il ne reçoive sa lettre de rupture et sans période de préavis, la société éditrice de Charlie Hebdo, les Éditions Rotatives, est condamnée par le tribunal de grande instance à verser 40 000 euros de dommages et intérêts à Siné pour rupture abusive de contrat. Le communiqué judiciaire doit être publié sur un bandeau de 15 centimètres en une de l'hebdo. Charlie Hebdo fait appel, et en décembre 2012, la cour d’appel de Paris confirme la condamnation et augmente le montant des dommages et intérêts à 90 000 euros.

## Le passé déterré

### Radio Carbone 14
En août 1982, peu de temps après la fusillade de la rue des Rosiers et dans le contexte de l'intervention de l'armée israélienne au Liban de juin 1982, Siné est invité par Jean-Yves Lafesse à une discussion sur les ondes de la radio libre Radio Carbone 14, au cours de laquelle il déclare : « Je suis antisémite depuis qu’Israël bombarde. Je suis antisémite et je n’ai plus peur de l’avouer. Je vais faire dorénavant des croix gammées sur tous les murs… Rue des Rosiers, contre Rosenberg-Goldenberg, je suis pour… On en a plein le cul. Je veux que chaque Juif vive dans la peur, sauf s’il est pro-palestinien… Qu’ils meurent ! Ils me font chier… Ça fait deux mille ans qu’ils nous font chier… ces enfoirés… Il faut les euthanasier… Soi-disant les Juifs qui ont un folklore à la con, à la Chagall de merde… Y a qu’une race au monde… Tu sais que ça se reproduit entre eux, les Juifs… C’est quand même fou… Ce sont des cons congénitaux. » À la suite de ces propos – tenus manifestement en état d'ébriété, et dont Siné ne contestera pas l'exactitude –, la LICRA dépose plainte pour antisémitisme. Siné publie une lettre d'excuses, et la LICRA accepte de retirer sa plainte. Mais l'action en justice est maintenue par d'autres parties civiles, et Siné est condamné, le 12 février 1985, pour « provocation à la discrimination, la haine ou la violence raciale ».
La lettre d'excuses de Siné et la réponse de Jouanneau seront amplement citées lors de la polémique suscitée par l'éviction de Siné de Charlie Hebdo. Siné affirmera notamment que la non-publication de sa lettre d'excuses par la LICRA avait causé le départ de Me Jouanneau de cette organisation. Une version démentie par Me Jouanneau dans une réponse publiée le 5 septembre 2008 par Libération, où il précise qu'il a quitté la LICRA dix ans plus tard et pour des motifs qui n'avaient rien à voir avec l'affaire Siné. L'avocat ajoute, à cette occasion : « J’ai cru à votre sincérité du moment, aujourd’hui, je m’interroge... Car le tollé provoqué par votre sortie sur Jean Sarkozy, qui ne semble pas, cette fois, provenir des effluves du whisky consommé en abondance, révèle, quoi qu’on en dise, à tout le moins un arrière goût de ce fameux "antisémitisme à la française" qui ressurgit malheureusement sous votre plume. Pour reprendre l’expression d’Edwy Plenel qui fait le point sur Mediapart dans son papier intitulé "la Vérité des faits contre la folie des opinions" il relèverait seulement du "subliminal" et non de "l’explicite". Je ne vous tiens toujours pas pour un "antisémite" et je doute que l’on puisse vous en convaincre ; mais pourtant, je ne signerai pas la pétition de soutien qui circule en votre faveur. […] On ne peut sans doute pas vous taxer "d’antisémitisme" au regard de votre passé et de la place que vous avez occupée dans la presse de ce pays. Pas plus qu’on ne pouvait le faire des magistrats français qui en 1952 ont pourtant relaxé un journaliste d’Aspects de la France, qui "préconisait une saine méfiance envers les juifs, au nom d’un antisémitisme à la française, qualifié de "mesuré et raisonnable" simplement, parce qu’il n’était pas établi qu’il ait eu l’intention d’exciter ses lecteurs à un sentiment passionné tel que la haine envers les juifs". »
Cet épisode sera plus tard repris comme « preuve » dans la polémique opposant partisans de la thèse d'un Siné antisémite et défenseurs de Siné, bien que plusieurs proches du dessinateur aient affirmé qu'il n'y a pas, malgré les propos, d'antisémitisme chez le dessinateur, mais seulement de la provocation. Le dessinateur Charb déclarera notamment : « Si un avion d’Africains s’était écrasé la veille, il aurait dit : "Bien fait pour leur gueule" sur Carbone 14. Son truc, c’est de choquer ou d’être du côté de l’opprimé. Pour Europalestine, je lui avais déconseillé, mais il me disait : "Mais si, ça va faire chier !" »

### Texte de Desproges
Dans une chronique humoristique pour l'émission le Tribunal des flagrants délires sur France Inter, Pierre Desproges, dans le rôle du procureur, déclarait à propos de Siné (dans le rôle de l'accusé) : « ce morne quinquagénaire gorgé de vin rouge et boursouflé d'idées reçues, présente à nos yeux blasés […] la particularité singulière, bonjour les pléonasmes, d’être le seul gauchiste d’extrême droite de France. Xénophobe même avec les étrangers, rebonjour, masquant tant bien que mal un antisémitisme de garçon de bain poujadiste sous le masque ambigu de l’antisionisme pro-palestinien […]. »
Selon Delfeil de Ton, Desproges et Siné auraient travaillé ensemble pour l'hebdomadaire Charlie Hebdo et se seraient prêtés à ce sketch au second degré. Ces propos ont été cependant repris dans la presse sans que la nature parodique de l'émission soit précisée, laissant entendre que Desproges tenait réellement Siné pour antisémite.

### Polémique entre intellectuels
Ce débat a déclenché à travers les médias une polémique entre intellectuels français sur le thème de l'antisémitisme. Ainsi, Bernard-Henri Lévy analyse l'affaire Siné, sous le titre « De quoi Siné est-il le nom ? » dans le quotidien le Monde du 21 juillet et la situe dans un contexte politique plus large, affirmant que l'antisarkozysme peut être aujourd'hui un véhicule autorisant certains à des dérives antisémites.
Laurent Joffrin, directeur du journal Libération et ami de Philippe Val, prend part à cette polémique en apportant son soutien à Philippe Val dans un article publié dans les pages Rebonds du quotidien le 25 juillet 2008. Toutefois, si le directeur dénonce les propos de Siné qu'il juge antisémites, son article déclenche de nombreuses réactions critiques chez les internautes en raison de l'utilisation non fortuite du terme « race » pour désigner les juifs, à tel point qu'il modifie la version électronique de son éditorial. En outre, cet article colporte plusieurs inexactitudes, dénoncées comme mensonges par Acrimed, par exemple l'accusation selon laquelle Siné n'aurait pas tenté de dissiper le malentendu. Laurent Joffrin persistera en publiant un nouvel article dans les pages « Rebonds », le 28 juillet 2008, sous le titre « Siné, suite… », également accusé d'« omissions et insinuations » par Acrimed.
La veille, l'historienne Esther Benbassa affirme, dans une tribune intitulée « Siné, nous aurais-tu tous rendus fous ? » : « Ce qu’a écrit Siné n’est pas tout à fait net. Qualifier Siné d’antisémite l’est aussi peu. On accuse aujourd’hui avec de plus en plus de légèreté d’antisémitisme ceux avec qui on n’est pas d’accord. Surtout lorsqu’il s’agit du conflit israélo-palestinien. À force de brandir à tout bout de champ cet épouvantail, on ne sait plus qui est vraiment antisémite et qui ne l’est pas. Un brouillage qui au lieu d’éradiquer le mal l’entretient, en occultant les vrais antisémites. Qui donc est à l’abri ? Qui peut prétendre aujourd’hui qu’il ne sera pas un jour taxé d’antisémitisme ? Tout glissement de langage peut charger d’infamie celui qui l’a commis. Est-ce qu’on dira de Laurent Joffrin, directeur de Libération, qu’il est antisémite parce qu’il utilise le mot de "race" en parlant des Juifs dans son article publié le 25 juillet dans son journal, pour défendre Philippe Val ? »

#### Pétition soutenant Siné
Une pétition déclarant « Nous apportons notre soutien inconditionnel à Siné » a été signée par plus de 26 000 internautes, parmi lesquels des dessinateurs dont Jacques Tardi, Jihel (auteur de nombreuses cartes postales de soutien), Barbe, Tignous, Diego Aranega, Willem, Jacques Lardie, Pétillon, Pichon, Philippe Geluck, Desclozeaux, des écrivains tels Gilles Perrault, Annie Ernaux, François Maspero, Régine Deforges et Raphaël Confiant, des philosophes comme Michel Onfray et Daniel Bensaïd, les humoristes Guy Bedos et Christophe Alévêque, l'écrivain et cinéaste Fernando Arrabal, les réalisateurs Jean-Luc Godard, Pierre Carles, Lionel Soukaz, des enseignants, des journalistes (Denis Robert, Denis Sieffert), l'acteur Gérard Depardieu, les comédiennes Marina Vlady et Yolande Moreau, le porte-parole de la LCR Alain Krivine, Olivier Besancenot, l'entarteur Noël Godin, le vice-président de l'Union juive française pour la paix Pierre Stambul, le musicien François Hadji-Lazaro, le DAL ou encore Rony Brauman, ex-président de Médecins sans frontières.

#### Tribune du 31 juillet dansle Monde
Une vingtaine de personnalités se prononcent en faveur de Philippe Val dans une tribune publiée dans le Monde du 31 juillet, et rappellent un certain nombre de propos du dessinateur, dont ses propos d'août 1982 (voir ci-avant) et des propos qualifiés d'homophobes datant du 2 juillet 1997 (« Siné écrivait à propos de la Gay Pride : "Loin d'être un empêcheur d'enculer en rond, je dois avouer que les gousses et les fiottes qui clament à tue-tête leur fierté d'en être me hérissent un peu les poils du cul" »). Parmi les signataires : Alexandre Adler (journaliste et historien) ; Élisabeth Badinter (publicitaire et philosophe) ; Robert Badinter (sénateur) ; Pascal Bruckner (écrivain et philosophe) ; Hélène Cixous ; Bertrand Delanoë (maire de Paris) ; Jean-Claude Gayssot (vice-président de la région Languedoc-Roussillon) ; Blandine Kriegel (philosophe et présidente du Haut Conseil à l'intégration) ; Claude Lanzmann (cinéaste) ; Daniel Leconte ; Pierre Lescure (directeur du Théâtre Marigny) ; Bernard-Henri Lévy ; Daniel Mesguich (directeur du Conservatoire national supérieur d'art dramatique) ; Ariane Mnouchkine (metteur en scène) ; Élisabeth Roudinesco (historienne) ; Joann Sfar (dessinateur) ; Dominique Sopo (président de SOS-racisme) ; Fred Vargas  (écrivain) ; Dominique Voynet (sénatrice) ; Elie Wiesel (Prix Nobel de la paix).

#### Réponses
Le Nouvel Observateur publie un article intitulé « Quand Siné appelait la France à reconnaître son rôle dans la Shoah », rappelant que Siné avait signé en 1992 une pétition demandant à l'État de reconnaître la responsabilité de la France dans la déportation des juifs au cours de l'Occupation.
L'inspecteur du travail Gérard Filoche, dans une tribune intitulée « Ô combien je soutiens mon pote Siné contre les 20 que vous êtes ! », dénonce la courte vue des critiques contre Siné, « qui n’a commis d’autre "crime" récent que de s’en prendre au fils Sarkozy », oubliant les années de courage de Siné. Il décrie avec colère un « autodafé » de l'œuvre de Siné réalisé à partir de citations tronquées. L'historien Maurice Rajsfus publie aussi une tribune soutenant Siné, ainsi que l'avocate Gisèle Halimi, ayant participé à la fondation de Charlie Hebdo.
Pierre Rimbert, du Monde diplomatique, publie un article intitulé L’« affaire Siné » Antisémitisme : l’échec d’un chantage dans lequel il conclut que l'utilisation de l'accusation d'antisémitisme relève d'une stratégie maintes fois utilisée pour écarter un opposant, un indésirable. Selon cet article, seul « un tribunal de l’Inquisition et ses juges inamovibles (Alain Finkielkraut, Ivan Rioufol, Alexandre Adler, Philippe Val, Bernard-Henri Lévy) » pourraient argumenter dans la sphère publique, tandis qu'y sont mentionnés « leurs dérapages sur, par exemple, la couleur des joueurs de l’équipe de France ou l’assimilation de l’islam au terrorisme. ». Le même article cite « Edgar Morin, Pierre Péan et Philippe Cohen, Daniel Mermet, Hugo Chávez, Pascal Boniface, Jacques Bouveresse, Charles Enderlin, Pierre Bourdieu, José Bové… sans oublier Le Monde diplomatique » qui ont aussi été soupçonnés ou accusés d'antisémitisme selon les mêmes principes par les mêmes. L'article conclut en assurant que « cette fois, l’affaire semble se retourner contre ses instigateurs ».
L'écrivain controversé Marc-Édouard Nabe publie un tract qui revient sur l'affaire, intitulé « Sauver Siné », très critique envers le dessinateur.
Cette affaire donne également lieu à une mobilisation très importante sur internet (blogs, réactions de lecteurs, forums…), dont l'opinion penche majoritairement en faveur de Siné. Fort de ces soutiens, le dessinateur créera un nouveau journal intitulé Siné Hebdo. Le premier numéro remporte un grand succès commercial (150 000 exemplaires vendus, plus des retirages).

### La LICRA déboutée de sa plainte contre Siné
La LICRA juge les propos de Siné « indignes » et « appelle la plus vive et méprisante indignation », puis dépose une plainte contre Siné. Ce dernier est cité à comparaître le 9 septembre 2008 devant la 6e chambre correctionnelle (presse) du tribunal de grande instance de Lyon par la Licra pour « incitation à la haine raciale ». Cette citation à comparaître vise deux chroniques de Siné dans les Charlie Hebdo du 11 juin 2008 et du 2 juillet 2008. D'après la Licra « (...) Maurice Sinet a délibérément incité ses lecteurs à la haine vis-à-vis des musulmans et des juifs ». L'audience sur le fond a été fixée au 29 janvier 2009. Elle se tient finalement les 27 et 28 janvier 2009.
Siné a été relaxé par le tribunal correctionnel de Lyon le mardi 24 février 2009. « Le tribunal considère que [Siné] s'est autorisé à railler sur le mode satirique l'opportunisme et l'arrivisme d'un homme jeune, engagé sur la scène politique et médiatique. » La LICRA a fait appel de cette décision et a été déboutée par la cour d'appel de Lyon, qui juge la citation irrecevable en sa forme le 26 novembre 2009. La Cour de cassation annule cette décision (la citation était régulière, selon la cour), et renvoie l'affaire devant la cour d'appel de Lyon, qui acquitte cette fois Siné sur le fond.

### Siné débouté de sa plainte en diffamation contre Claude Askolovitch
En mars 2009, Siné est débouté d'une action en diffamation intentée à Paris contre Claude Askolovitch. Le juge a estimé que les propos poursuivis n'étaient pas diffamatoires et « participaient au débat d'idées, consubstantiel à toute société démocratique ».

## Pour en savoir plus